# Die Parabel vom Sämann
Die Parabel vom Sämann (im englischen Original The Parable of the Sower) ist ein 1999 in deutscher Übersetzung erschienener Roman von Octavia E. Butler. Es ist der erste Band einer dystopischen Trilogie, deren letzter Band allerdings nie fertiggestellt wurde. Der Titel entstand in Anlehnung an das Gleichnis vom vierfachen Ackerfeld (Lukas 8,5–15 ), das am Ende des Buches nach dem Lukasevangelium zitiert wird. Das Buch ist in Form eines fiktiven Tagebuches verfasst. Es wurde in zahlreiche Sprachen übersetzt. 

## Handlung
Der Roman beginnt im Juli 2024 in Kalifornien. Die Protagonistin Lauren Olamina ist eine heranwachsende Frau, die zu Beginn des Buches mit ihrer Familie in einer durch Mauern geschützten Kommune in der Nähe von Los Angeles lebt. Sie verfügt über eine besondere Gabe, die Hyperempathie. Die Vereinigten Staaten von Amerika sind durch den Klimawandel, Wirtschaftskrisen und politische Unruhen zu einem zersplitterten Land geworden, in dem nur noch wenige gesellschaftliche Mechanismen normal funktionieren. Drogenabhängige und Kriminelle machen das Land außerhalb der schützenden Mauern lebensgefährlich. Eine weitere Gefahr sind häufige Brände. Lebensmittel sind knapp, Regen ist in Kalifornien zu einer absoluten Seltenheit geworden.
Im ersten Teil des Buches wird der Zerfall der Familie und der Kommune, in der Lauren lebt, geschildert. Schon früh überlegt die junge Frau Fluchtpläne für den Fall eines Überfalls auf ihre Kommune. Gemeinsam mit anderen Jugendlichen erlernt sie den Gebrauch von Schusswaffen. Mit der Zeit entwickelt sie Pläne, sich freiwillig aus dem Schutz der Mauern zu begeben und auf den Weg nach Norden zu machen, wo das Leben auch durch häufigere Regenfälle und kühleres Wetter einfacher sein soll. Parallel dazu schreibt sie Gedanken zu einer neuen Religion nieder. Diese Religion nennt sie Earthseed. Gott ist dabei Veränderung, die die Menschen selbst gestalten. Ziel der Religion ist es, die Menschheit für ein Leben außerhalb der Erde auf anderen Planeten vorzubereiten. 
Letztendlich ist ein Überfall auf ihre Heimatkommune, bei der fast alle Häuser niedergebrannt, ein Großteil der Bewohner und auch ihre Familienangehörigen getötet werden, der Anlass für sie, sich auf die Reise nach Norden zu machen. Der zweite Teil des Buches beschreibt diese Reise.
Da es kaum noch funktionierende Autos und keine öffentlichen Verkehrsmittel gibt, macht sie sich gemeinsam mit zwei weiteren Überlebenden aus ihrer Kommune zu Fuß auf den Weg. Viele andere Menschen sind ebenfalls auf der Flucht nach Norden, sie wird Teil eines großen Flüchtlingsstroms. Nach und nach tut sie sich mit anderen Flüchtenden zusammen. Dabei spielt immer wieder die Abwägung eine Rolle, wie viel Schutz eine größere Gruppe in der feindlichen Umgebung bietet und welche Belastung und auch potentielle Gefahr die neuen Gruppenmitglieder darstellen. Letztendlich ist es vor allem Laurens Charakterstärke, die aus sehr unterschiedlichen misstrauischen und teils schwer traumatisierten Menschen der Straße eine Gemeinschaft macht. Lauren offenbart dieser Gemeinschaft auch ihre Gedanken zu einer neuen Religion. 
Trotz der schwierigen Umstände entwickelt sich eine Liebesbeziehung zwischen ihr und einem älteren Mann in der Gruppe, Bankole. Als dessen Vertrauen in sie und die Mitreisenden wächst, eröffnet er ihnen, dass er Land im Norden Kaliforniens besitzt, das aktuell von seiner Schwester und ihrem Mann bewohnt wird. Er ist auf dem Weg dorthin und lädt den Rest der Gruppe ein, sich dort auf seinem Land niederzulassen. Nach heftigen Diskussionen und Konflikten entscheiden sich alle Mitglieder der Reisegesellschaft, Bankole dorthin zu folgen. Als sie dort ankommen stellt sich heraus, dass das sicher erscheinende Ziel bereits vor längerer Zeit durch einen Überfall zerstört wurde. Das Haus wurde niedergebrannt und von den Bewohnern sind nur noch Knochen übrig. Trotz allem entscheidet sich die Gruppe als Ganzes, dass ihre beste Option ist auf Bankoles Land zu bleiben und dort einen Neubeginn zu wagen. Das Buch endet mit einer Trauerfeier für all die Menschen, die die Mitglieder der Gruppe verloren hatten.

## Auszeichnungen und Adaptionen
1995 wurde Parable of the Sower als bester Roman für den Nebula Award nominiert. Im gleichen Jahr wurde das Buch zweiter bei den Locus Awards. 2001 stand es auf der Shortlist für den Arthur C. Clarke Award. 2020 stand das Buch auf der Bestsellerliste der New York Times.
Toshi Reagon schuf zusammen mit ihrer Mutter Bernice Johnson Reagon eine Oper als Adaption des Romans. Das Werk wurde unter anderem 2023 im Lincoln Center in New York aufgeführt. Die Weltpremiere hatte 2017 in Abu Dhabi stattgefunden.
Damian Duffy adaptierte die Parable of the Sower als Graphic Novel mit Zeichnungen von John Jennings. Diese Adaption wurde mit dem Hugo Award für die Best Graphic Story ausgezeichnet.

## Nachwirkung
Octavia E. Butler starb 2006. Ihr Grabmal in Altadena wurde im Zuge der Wald- und Buschbrände in Los Angeles 2025 durch das Eaton Fire leicht beschädigt. Dem Geschehen wurde besondere Aufmerksamkeit zuteil, da die Die Parabel vom Sämann über 30 Jahre zuvor ausgedehnte Brände im Stadtgebiet von Los Angeles während der Amtszeit eines radikalkonservativen US-Präsidenten prognostiziert hatte.